# 고등법원
고등법원 (高等法院, 영어: High court)은 지방법원의 상급법원이나 일반적으로 최고법원보다 하급인 법원이다. 다만, 오스트레일리아 고등법원과 같이 최고법원에 해당함에도 고등법원으로 지칭되는 경우도 존재한다.

## 대한민국의 고등법원
대한민국의 고등법원은 서울, 수원, 대전, 대구, 부산, 광주의 6곳에 설치되어 있다.
- 서울고등법원
- 수원고등법원
- 대전고등법원
- 대구고등법원
- 부산고등법원
- 광주고등법원

## 세계 각국의 고등법원

### 일본 고등재판소
일본 고등재판소(일본어: 高等裁判所 고토사이반쇼[*])는 일본의 하급재판소 중 최상위의 재판소이다. 일본 헌법 제76조 1항 및 재판소법에 의해 설치되었다.

#### 개요
고등재판소는 도쿄도, 오사카시, 나고야시, 히로시마시, 후쿠오카시, 센다이시, 삿포로시, 다카마쓰시의 전국 8개소에 본청이 설치되어 있다. 본청 외에 필요에 따라 각 본청관내에 지부를 설치할 수 있다.(재판소법 22조) 고등재판소의 지부는 가나자와시(나고야 고등재판소 가나자와 지부), 오카야마시(히로시마 고등재판소 오카야마지부), 마쓰에시(히로시마 고등재판소 마쓰에지부, 미야자키시(후쿠오카 고등재판소 미야자키지부) 나하시(후쿠오카고등재판소 나하지부), 아키타시(센다이 고등재판소 아키타지부)의 6개소에 설치되어 있다.
또한, 2005년 4월부터 지적재산에 관한 분쟁을 전담하기 위한 지적재산고등재판소가 도쿄고등재판소의 '특별지부'로서 설치되었다.
고등재판소의 장(長)인 재판관은 '고등재판소장관'이라 명하며(재판소법 5조 2항) 관내의 사법행정상의 사무를 통괄한다.

### 오스트레일리아 고등법원
오스트레일리아의 고등법원은 최고법원에 해당한다.

## 같이 보기
- 상소법원